# Avicularia borelli
Avicularia borelli är en spindelart som först beskrevs av Simon 1897.  Avicularia borelli ingår i släktet Avicularia och familjen fågelspindlar.
Artens utbredningsområde är Paraguay. Inga underarter finns listade.